# Đặng Thị Loan
Đặng Thị Loan (? - 17 tháng 3) là phi tần của Hoàng đế Trần Nhân Tông. Được nhân dân suy tôn là Đức Vua Bà và thờ tại Đền Cầu Đào.

## Tiểu sử

### Tên gọi và xuất thân
Đức Vua Bà có tên húy là Loan ; là một người con gái thôn Đào nổi tiếng xinh đẹp đoan trang.

### Nhập cung
Theo bia Cố Lập Bi Ký dựng năm 1866 hiện còn bảo lưu được:
..."Vào thời Trần có người con gái thôn Đào, họ Đặng, tên huý là Loan, nổi tiếng xinh đẹp đoan trang, được vua Trần Nhân Tông chọn làm cung phi."...
Sau khi về làm vợ của vua Trần Nhân Tông, được vua nhất mực sủng ái tuy nhiên do bệnh tật mà không thể sinh con nối dõi cho vua, từ chốn thâm cung Đức Phi nhớ về quê hương còn khốn khó, muốn làm chuyện giúp dân nghèo, giúp quê hương, bà xin vua được xuất cung trở thành dân thường và được vua chấp thuận.

### Hồi Hương
Đối với Nhà Trần thì bà là 1 Hậu phi nhạt nhòa nhưng đối với nhân dân thì bà có công đức vô cùng lớn, được suy tôn như 1 vị thánh.
- Vì nhân dân mà bà từ bỏ gấm vóc cung son.
- Vua ban bổng lộc tước hiệu trước khi hồi hương nhưng bà không nhận chỉ dám xin một mẫu chín xào để lập chợ cho dân.
- Với mảnh đất từ đình Thị (thôn Thị) đến chùa cũ của làng, bà mở chợ cho 3 thôn Cầu - Đào - Thị buôn bán, làm ăn.
- Bà còn dạy dân trồng dâu chăn tằm, làm đồ gốm và làm bánh bột lọc để cải thiện đời sống.

Từ đó khu vực này cảnh sắc bốn mùa sầm uất, nhộn nhịp. Mọi người biết đến với tên Vùng Ngụ, do vậy cũng có thể coi bà là bà tổ của vùng.

## Thờ tự
Đức Vua Bà được dân lập đền thờ tại 2 nơi:
- Di tích Đền Vua Bà, ở khu phố Cầu Đào, thị trấn Nhân Thắng, huyện Gia Bình, tỉnh Bắc Ninh là nơi thờ tự chính.
- Di tích đền Nhân Hữu ở khu phố Nhân Hữu, thị trấn Nhân Thắng, huyện Gia Bình, tỉnh Bắc Ninh là nơi thờ vọng Bà cùng phụ mẫu.

## Lễ hội đền Vua Bà
Hay còn được biết đến tên Lễ hội vùng Ngụ. Diễn ra hằng năm vào 3 ngày 15, 16, 17 tháng 3 Âm lịch. Trong đó:
- Ngày rằm tháng 3: Lễ mở cửa đền.
- Ngày 16 tháng 3: Chính hội.
- Ngày 17 tháng 3: Ngày húy của Đức Vua Bà, Lễ đóng cửa đền diễn ra vào cuối giờ chiều.

Một số hình ảnh Lễ hội đền Vua Bà năm 2017

Kiệu bát cốngKiệu bát cống
Đoàn tế cụ ông và cụ bà Đoàn tế cụ ông và cụ bà
Trống hội Trống hội
Đội tế cụ ông Đội tế cụ ông
Lễ vật Lễ vật
Lễ vật Lễ vật
Kiệu bát cống Kiệu bát cống
Lễ vật Lễ vật
Long đỉnh Long đỉnh
Lễ vậtLễ vật
Cờ hội Cờ hội
Cờ hội Cờ hội
Chiêng hội Chiêng hội
Đội tế cụ bà Đội tế cụ bà
Lễ vật Lễ vật
Lễ vật Lễ vật
Lễ vật Lễ vật
Lễ vật Lễ vật
Lễ vật Lễ vật
Lân Lân

Tập tin:Video lễ hội đền Vua Bà 1.ogg